# Spirit (album d'Eluveitie)
Pour les articles homonymes, voir Spirit.
Albums de Eluveitie
Vên
(2003) Slania
(2008)
Spirit est le premier album studio du groupe de Folk metal suisse Eluveitie. L'album est sorti le 1er juin 2006 sous le label Fear Dark Records. Il a été par la suite ré-édité l'année suivante sous le label Twilight Records.
Une vidéo a été tournée pour le titre Of Fire, Wind & Wisdom. Elle est disponible en ligne depuis la sortie de Spirit.

## Liste des morceaux
| 1.    | Spirit                 | 2:32 |
| 2.    | Uis Elveti             | 4:24 |
| 3.    | Your Gaulish War       | 5:10 |
| 4.    | Of Fire, Wind & Wisdom | 3:05 |
| 5.    | Aidû                   | 3:10 |
| 6.    | The Song Of Life       | 4:01 |
| 7.    | Tegernakô              | 6:42 |
| 8.    | Siraxta                | 5:39 |
| 9.    | The Dance Of Victory   | 5:24 |
| 10.   | The Endless Knot       | 6:58 |
| 11.   | AnDro                  | 3:41 |
| 50:46 |                        |      |